# Defixio
Defixio  (latină defixio, greacă καταδεσμός), este o „tăbliță cu blestem”, folosită în antichitate pentru a exercita asupra unor persoane,  efecte magice ca „legare”, „blestemare”.
„Tăblița cu blesteme” este adesea confecționată din foițe de plumb, pe care sunt inscripții care, prin magie, blestem, solicitau ajutorul unor zei pentru a controla și influența negativ destinul altei persoane. Aceste efecte negative dorite erau generate de invidie, gelozie sau ură, iar efectele dorite puteau fi de natură corporală, pshihică sau era chiar moartea persoanei în cauză. Lamelele cu inscripții era făcute sul și erau găurite de cuie, fiind îngropate în morminte, temple sau bălți. Se credea că acest ritual va provoca rănirea persoanei blestemate care era, de obicei, un rival sau un concurent.
În România s-au descoperit doar două astfel de tăblițe de blestem (tabellae defixiones). Prima, pe o foaie de aur, a fost găsită la Orșova, în orașul antic Dierna, cu următorul text: Demonul spurcăciunii să te tulbure, Aeli Firme. Să stea deasupra capului Iuliei Surilla. A doua, de plumb, descoperită pe Dealul Furcilor din Alba Iulia (Apulum) este inscripționată, în latina cursivă, pe ambele fețe și pe mai multe rânduri.